# 阿卜杜勒卡迪尔·塔什
阿布都卡德尔·塔什（1951年—2004年4月4日），或按阿拉伯语译为阿卜杜勒卡迪尔·塔什（阿拉伯語：عبد القادر طاش），沙特阿拉伯记者、作家，也是伊克拉频道的创办人。

## 生平
阿布都卡德尔·塔什于1951年出生在沙特阿拉伯塔伊夫的一个维吾尔族移民家庭。1975年毕业于伊玛目穆罕默德·本·沙特伊斯兰大学，获阿拉伯语言和文学学士学位，1980年获得俄克拉荷马大学新闻与媒体硕士学位，随后于1983年获得南伊利诺伊大学国际新闻与媒体博士学位。
在美国期间，塔什针对居住在当地的阿拉伯人创办了一本名为“Al-Amal”（希望）的伊斯兰教杂志。他还在伊利诺伊州建立了一个伊斯兰中心，在那里他成功地使几名美国人皈依了伊斯兰教。作为伊斯兰媒体的热心倡导者，塔什坚信将伊斯兰宣传与学术思想相融合，能够改变伊斯兰媒体的传统视角。
1983年，塔什在利雅得的伊玛目穆罕默德·本·沙特伊斯兰大学新闻系担任教职直至1990年。
他于2000年创立了伊克拉频道，并担任了两年的主管。
阿布都卡德尔·塔什在2004年4月4日因肺癌死于吉达费萨尔国王专科医院。